# Невротична екскоріація
Невротична екскоріація (від лат. excoriātus, лат. excoriō «знімати шкіру, обдирати»), також відома як психогенна екскоріація, розлад екскоріації, тобто колупання шкіри (англ. excoriation (skin-picking) disorder DSM-5), або дерматилломанія (від дав.-гр. δέρμα дав.-гр. δέρμα «шкіра» + τίλλω «виривати; рвати на собі волосся» + μανία «пристрасть, безумство») — компульсивні дії, що супроводжуються самоушкодженнями шкіри, яким нерідко передують відчуття шкірного дискомфорту, сверблячки шкірних покривів. Прагнення повторного розчісування призводить до утворення на шкірі свіжих екскоріацій (розчісування), що поступово регресують з утворенням поверхневих або глибших рубчиків. На відміну від проявів патомімії, при невротичних екскоріаціях хворі не лише усвідомлюють патологічний характер своїх дій, а й розглядають їх як причину ушкоджень.
Розчісуванню часто передують візуальний огляд або дотик до шкіри. Хворі розчісують себе нігтями, щипають або здавлюють шкіру, використовують шпильки, леза для гоління, пінцети та інші інструменти. Після етапу самоушкоджень, коли шкіра сильно розчесана і здерті всі кірки, настає етап тимчасового полегшення, внутрішнього задоволення. Потім неминуче знову слідує наростання дискомфорту, невдоволення станом шкіри. Спроби запобігти або зупинити розчісування (хворі коротко стрижуть нігті, надягають рукавички) найчастіше малоефективні.
Розлад екскоріації входить до категорії «обсесивно-компульсивних та пов'язаних з ними розладів» Діагностичного та статистичного посібника з психічних розладів п'ятого видання (DSM-5). Найчастіше екскоріації зустрічаються при обсесивно-компульсивному розладі.

## Диференційна діагностика
Колупання шкіри може відбуватися при психотичних розладах (наприклад, при тактильному галюцинозі — дерматозойному маренні, відомому також як психогенний паразитоз, або при формікації — симптомі тактильних галюцинацій у вигляді настирливого відчуття мурах, що кусаються).
При нейроонтогенетичних розладах розчісування шкіри маніфестує зазвичай у ранньому віці (наприклад, екскоріації характерні для такого нейрогенетичного розладу, як Синдром Прадера — Віллі).
Симптоми екскоріації також можуть бути індуковані деякими психоактивними речовинами (зокрема кокаїном).

## Терапія
Основний метод лікування — психотерапія.